# Česká taneční platforma
Česká taneční platforma je kvalifikovaný a zahraničními experty vyhledávaný festival současného tance a pohybového divadla, na němž se prezentují čeští umělci, popř. umělci spolupracující s českými tanečníky. Organizátorem festivalu je Tanec Praha o.s.

## Z historie
Česká taneční platforma začala v roce 1994 v prostorách Duncan Centra v Praze. V dalších pěti letech byla profilovou akcí města Hradec Králové (s názvem "Entrée k Tanci"). Od roku 2000 se Česká taneční platforma koná v Praze, a to především v divadle Ponec.

## Festivalová ocenění
O roku 2005 uděluje Tanec Praha o. s. cenu Tanečník/Tanečnice roku. V roce 2011 se díky podpoře Institutu umění a Divadelního ústavu podařilo pozvat do Prahy mezinárodní porotu, která rozhodla o udělení nové ceny – Taneční inscenace roku. O vítězi této ceny rozhoduje vícečlenná mezinárodní porota složená z významných zahraničních i domácích osobnosti působící v oblasti současného tance. V roce 2009 Tanec Praha o. s. navázalo spolupráci s Institutem Světelného Designu a společně udílejí Cenu za světelný design. Tradičně se také na základě hlasování platících diváků uděluje Cena diváka. V letech 2002 – 2009 udělovalo občanské sdružení Tanec Praha o. s. díky partnerství se společností SAZKA Cenu SAZKY, spojenou s finanční odměnou na realizaci nového díla.